# Pomaderris notata
Pomaderris notata är en brakvedsväxtart som beskrevs av Stanley Thatcher Blake. Pomaderris notata ingår i släktet Pomaderris och familjen brakvedsväxter. Inga underarter finns listade i Catalogue of Life.